# Andrés Eloy Blanco
Andrés Eloy Blanco (ur. 6 sierpnia 1896 w Cumanie, zm. 21 maja 1955 w Meksyku) – wenezuelski poeta i polityk.

## Życiorys
Jego rodzicami byli Luis Felipe Blanco i Dolores Meaño. Dzieciństwo spędził na Margaricie. W 1908 roku wyjechał do Caracas, gdzie studiował prawo na Centralnym Uniwersytecie Wenezueli. Po studiach pracował jako adwokat w Apure. W 1928 roku został wydawcą nieoficjalnego pisma „El imparcial”. W tym samym roku został aresztowany za udział w protestach przeciw dyktaturze Juana Vicente Gómeza i uwięziony. Przebywał w więzieniu do 1933 roku, tam ukończył swoją jedną ze swoich książek Barco de Piedra. Po odzyskaniu wolności zintensyfikował działalność polityczną jako członek Akcji Demokratycznej. W czasie prezydentury Rómulo Gallegosa pełnił funkcję ministra spraw zagranicznych. 
Po obaleniu Gallegosa opuścił Wenezuelę, początkowo wyjechał na Kubę, następnie do Meksyku.  W 1955 roku zginął w wypadku samochodowym w mieście Meksyk.
Andrés Eloy Blanco zmarł 21 maja 1955 roku w Meksyku. Jego pogrzeb odbył się 2 lipca tego samego roku w Panteonie Narodowoym Wenezueli.

## Wybrana twórczość
- Tierras que me oyeron (1921)
- La Aeroplana Clueca (1935)
- Barco de Piedra (1937)
- Abigaíl (1937)
- Malvina recobrada (1938)
- Liberación y Siembra (1938)
- Baedeker 2000 (1935)
- Poda (1934)
- El Poeta y el pueblo (1954)
- Giraluna (1955)
- La Juanbimbada (1959)
- Angelitos Negros (1943)